# Anosmia
L'anosmia è la perdita totale della capacità di percepire gli odori. Differisce dalla disosmia, che provoca una disfunzione della capacità olfattiva senza perdita totale.
Il senso dell'olfatto rappresenta il 95% al 99% della chemosensazione, mentre il gusto costituisce la parte restante della chemosensazione. L'anosmia consiste nell'incapacità di percepire l'odore. Questa condizione può essere temporanea o permanente, nonché acquisita o congenita, e può derivare da numerose cause. Ad esempio, qualsiasi ostruzione meccanica che impedisce agli odori di raggiungere i nervi olfattivi può causare una perdita del senso dell'olfatto. Questa ostruzione può derivare da processi infiammatori, come infezioni semplici che causano tappi di muco o polipi nasali. Le cause di natura neurologica possono includere disturbi dei nervi sensoriali che compongono il bulbo olfattivo o in qualsiasi punto lungo il percorso attraverso il quale il segnale dell'odore viene trasmesso al cervello. Per comprendere meglio questo processo, è utile capire come le persone possono percepire l'odore. Quando una particella con molecole odorose è presente nell'aria, essa risale attraverso i canali nasali fino alla cavità nasale, dove si estendono i neuroni recettori olfattivi provenienti dal bulbo olfattivo situato sulla lamina cribrosa del cervello. Ogni cavità nasale contiene circa 5 milioni di cellule recettori o neuroni. Sulla superficie di queste cellule recettori olfattivi sono presenti da 500 a 1000 diverse proteine leganti l'odore. Ogni cellula recettoriale olfattiva esprime una sola tipologia di proteina legante. Questi neuroni olfattivi afferenti facilitano il trasferimento di un segnale chimico in un segnale elettrico, il quale viene poi trasmesso e infine percepito dal cervello. Dal bulbo olfattivo, il segnale è ulteriormente elaborato da diverse altre strutture del cervello, tra cui la corteccia piriforme, la corteccia entorinale, l'amigdala e l'ippocampo. Qualsiasi ostruzione o danno al percorso attraverso il quale l'odore viene trasmesso ed elaborato può causare l'anosmia.

## Eziologia
Come precedentemente affermato, qualsiasi problema che causi disturbi nel percorso che porta alla percezione dell'olfatto, sia esso di natura meccanica o lungo la via neurale olfattiva, può condurre all'anosmia.

### Disturbi infiammatori e ostruttivi
Rappresentano il 50% - 70% dei casi di anosmia e sono riconosciuti come i fattori più comuni, essi comprendono patologie del naso e dei seni paranasali (come la rinosinusite, la rinite e i polipi nasali). Questi disturbi causano l'anosmia sia attraverso l'infiammazione della mucosa che tramite ostruzione diretta.

### Traumi cranici
Un altro comune motivo di anosmia è il trauma cranico, poiché un trauma alla testa può danneggiare il naso o i seni paranasali, causando un blocco meccanico e un'ostruzione. Altri modi in cui un infortunio può causare anosmia includono danni agli assoni olfattivi presenti nella lamina cribrosa, danni al bulbo olfattivo o lesioni dirette alle aree olfattive della corteccia cerebrale. Il trauma al sistema nervoso centrale che porta all'anosmia può essere temporaneo o permanente a seconda della zona e dell'estensione del danno. I neuroni olfattivi hanno la capacità di rigenerarsi, una caratteristica unica non presente in altri nervi del SNC nel corpo. Questa particolare capacità è al centro di molte ricerche attuali legate alle cellule staminali.

### Invecchiamento e processi neurodegenerativi
Questi processi sono associati alla perdita dell'olfatto che può alla fine risultare in anosmia. L'invecchiamento normale è legato a una ridotta sensibilità all'odore. Con il passare degli anni, si verifica una diminuzione del numero di cellule nel bulbo olfattivo così come dell'area di superficie dell'epitelio olfattivo, che è importante per percepire gli odori. È interessante notare che sono stati condotti studi che collegano l'alterazione della capacità di percepire gli odori a disturbi neurodegenerativi come l'Alzheimer, il morbo di Parkinson e la demenza a corpi di Lewy. Gli studi hanno evidenziato una correlazione tra una ridotta capacità di percepire gli odori e un aumento del rischio di sviluppare malattie neurodegenerative. La correlazione più significativa è tra l'anosmia e lo sviluppo successivo di alfa-sinucleinopatie, tra cui il morbo di Parkinson, la malattia diffusa dei corpi di Lewy e l'atrofia multisistemica.

### Condizioni congenite
Le condizioni congenite associate all'anosmia includono la sindrome di Kallmann e la sindrome di Turner.

### Condizioni infettive
Tra le condizioni infettive che causano l'anosmia troviamo l'infezione da SARS-CoV-2. Nonostante la fisiopatologia esatta attraverso la quale il virus potrebbe causare disfunzione olfattiva non sia ancora stata definitivamente stabilita, l'espansione diretta attraverso la mucosa nasale (tramite il recettore dell'enzima di conversione dell'angiotensina 2 dello strato basale dell'epitelio nasale) e l'estensione al bulbo olfattivo sono ipotesi potenziali.

### Altre condizioni
Altre cause di anosmia includono agenti tossici come il tabacco, farmaci e vapori che possono compromettere la funzione olfattiva; disfunzione olfattiva post-virale; traumi facciali che comportano deformità nasali o dei seni paranasali; neoplasie nella cavità nasale o nel cervello che ostruiscono il percorso del segnale olfattivo; e emorragie subaracnoidee. Il meningioma della scissura olfattoria può manifestarsi con un graduale peggioramento dell'olfatto compromesso.
Talvolta alcuni farmaci possono causare difetti olfattivi come effetti collaterali indesiderati. Tra questi farmaci ci sono beta-bloccanti, farmaci antitiroidei, diidropiridine, ACE inibitori e zinco intranasale.

## Epidemiologia
Negli Stati Uniti, l'anosmia colpisce il 3% della popolazione adulta di età superiore ai 40 anni. La prevalenza dell'olfatto compromesso aumenta con l'età. Nel 2016, il National Health and Nutrition Examination Survey (NHANES) ha misurato la disfunzione olfattiva coinvolgendo 1818 partecipanti. I dati hanno mostrato che la disfunzione olfattiva era del 4% tra i 40 e i 49 anni, del 10% tra i 50 e i 59 anni, del 13% tra i 60 e i 69 anni, del 25% tra i 70 e i 79 anni e del 39% per coloro che avevano più di 80 anni. L'anosmia ha colpito dal 14% al 22% di coloro che avevano più di 60 anni.

## Diagnosi
In alcuni casi, i medici di base conducono informali test olfattivi in ufficio utilizzando cioccolatini o caffè. Questo test è soggettivo. Se il medico è preoccupato per eventuali risultati, possono essere condotti test olfattivi dettagliati presso i centri specializzati. Tra i test disponibili vi sono il test di chemosensibilità, il test della soglia di butanolo, tra gli altri. Questi test formali possono fornire un livello più accurato di "perdita dell'olfatto", poiché è possibile determinare la concentrazione minima di una sostanza chimica che il paziente può rilevare e confrontarla con la soglia media per il gruppo di età del paziente. L'UPSIT, il Test di Identificazione degli Odori è il test più ampiamente utilizzato e può essere somministrato in circa 10 minuti.
Altre valutazioni possono essere eseguite in base ai sospetti del medico sulla causa sottostante dell'anosmia del paziente. Sulla base della storia clinica e dell'esame fisico, se il medico sospetta un trauma cranico, una malattia dei seni paranasali o una neoplasia, potrebbe richiedere una risonanza magnetica o una tomografia computerizzata.
Se sussiste il sospetto di una rinite allergica, potrebbe essere consigliato un rinvio a un allergologo e successivi test allergologici cutanei. Se il paziente presenta altri sintomi suggeritivi di malattie infiammatorie, potrebbe essere utile misurare la velocità di eritrosedimentazione. Altre analisi che possono essere considerate in base all'eziologia sospettata includono un emocromo completo, creatinina plasmatica, funzionalità epatica, profilo tiroideo, ANA, misurazioni di metalli pesanti, piombo e altre tossine.
È importante notare che l'imaging MRI nei casi di perdita olfattiva idiopatica spesso non rivela anomalie. In uno studio condotto su 839 pazienti con perdita olfattiva, la risonanza magnetica è stata utilizzata per valutare la perdita olfattiva idiopatica nel 55% dei casi, ma è riuscita a individuare con successo un'anomalia dell'imaging che avrebbe spiegato la perdita solo nell'0,8% dei casi.